# كريستيان سابونارو

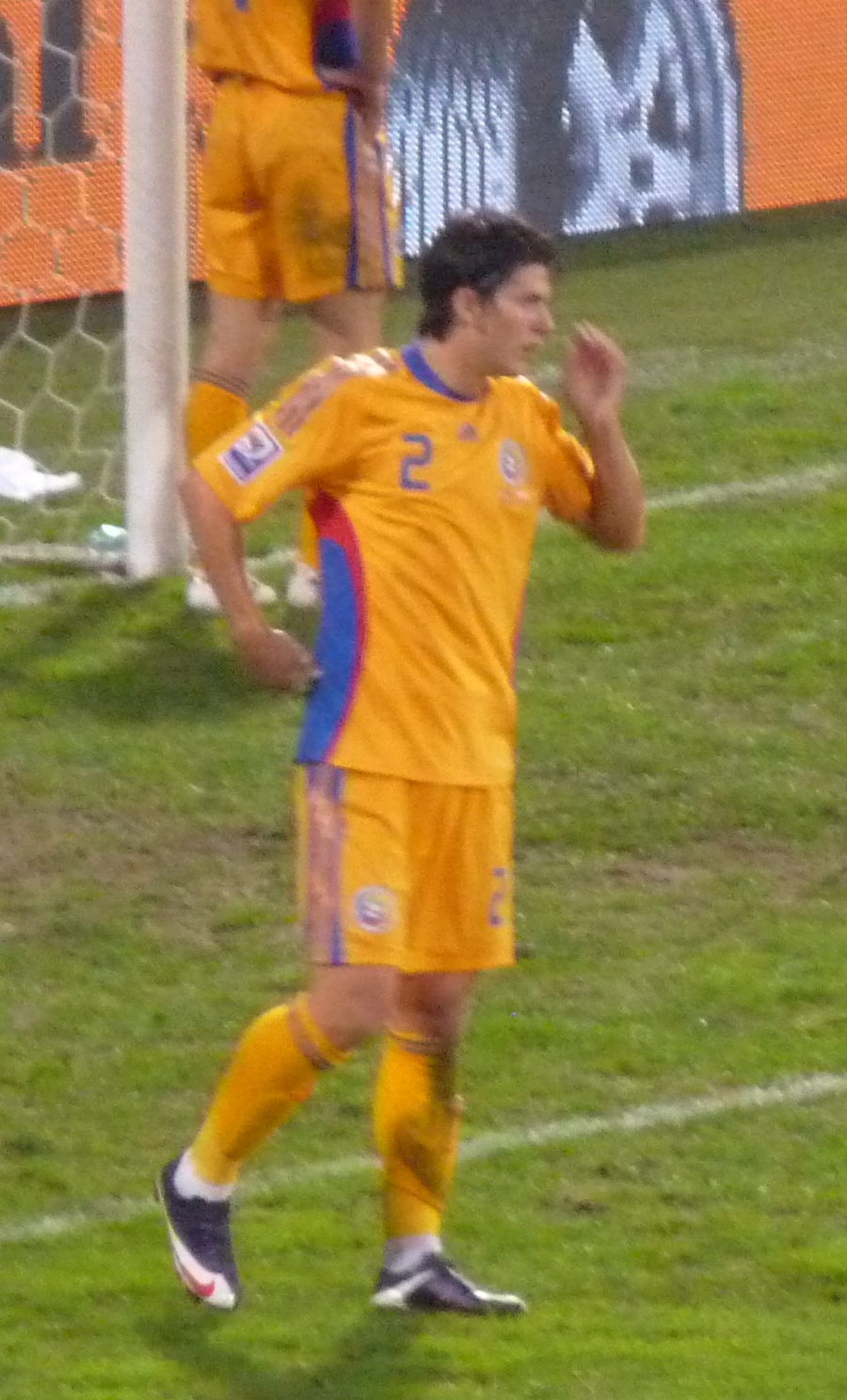
كريستيان سابونارو

كريستيان سابونارو (بالرومانية: Cristian Săpunaru)‏ ، من مواليد 5 ابريل 1984 في بوخارست في رومانيا ، لاعب كرة قدم روماني.
يلعب مع نادي ريال سرقسطة الإسباني منذ عام 2012.
بدأ باللعب مع منتخب رومانيا لكرة القدم في عام 2008.

## مسيرته الكروية
لعب كريستيان سابونارو خلال مسيرته الاحترافية مع 8 أندية في ثمانية عشر موسمًا وسجل خلالها 33 هدفًا ضمن 314 مباراة. حيث فاز في أربعة مواسم بالكأس وثلاثة مواسم بالدوري.
خاض كريستيان سابونارو مسيرته مع FC Progresul București ‏ في موسم 2002–03 ليلعب معه أربعة مواسم، مشاركًا في 34 مباراة سجل خلالها 3 أهداف. ثم انتقل إلى نادي رابيد بوخارست في موسم 2006–07 في المرة الأولى لمدة موسم واحد ثم في موسم 2009–10 ولمدة موسمين ثم في موسم 2014–15 لمدة موسم واحد، حيث شارك طوالها في 74 مباراة سجل خلالها 10 أهداف. لينتقل بعدها إلى نادي بورتو في موسم 2008–09 في المرة الأولى ولمدة موسمين ثم في موسم 2010–11 ولمدة موسمين، مشاركًا طوالها في 56 مباراة سجل خلالها هدفين. ثم انتقل إلى نادي ريال سرقسطة في موسم 2012–13 لمدة موسم واحد، مشاركًا في 29 مباراة سجل خلالها هدفين أيضًا. هذا وانتقل لاحقًا إلى نادي إلتشي في موسم 2013–14 لمدة موسم واحد، مشاركًا في 8 مباريات سجل خلالها هدفا وحيدًا. ثم انتقل بعدها إلى نادي سي إس باندوري تارغو جيو في موسم 2015–16 لمدة موسم واحد، مشاركًا في 22 مباراة سجل خلالها 5 أهداف. ليعود وينتقل من جديد، لكن هذه المرة إلى نادي أسترا جورجو في موسم 2016–17 لمدة موسم واحد، مشاركًا في 32 مباراة سجل خلالها 8 أهداف. لينتقل بعدها إلى نادي كايسري سبور في موسم 2017–18 ولمدة موسمين، مشاركًا في 59 مباراة سجل خلالها هدفين.

## روابط خارجية
- كريستيان سابونارو على موقع الاتحاد الدولي (مؤرشف)  (الإنجليزية)
- كريستيان سابونارو على موقع الاتحاد الأوربي (الإنجليزية)
- كريستيان سابونارو على موقع اتحاد تركيا (لاعب) (الإنجليزية)
- كريستيان سابونارو على موقع قاعدة بيانات كرة القدم.إي يو (الإنجليزية)
- كريستيان سابونارو على موقع ناشيونال فوتبول تيمز (الإنجليزية)
- كريستيان سابونارو على موقع Soccerway.com (الإنجليزية)
- كريستيان سابونارو على موقع عالم كرة القدم.نت (الإنجليزية)
- كريستيان سابونارو على موقع AS.com (الإسبانية)